# クラジノース
クラジノース（英語: cladinose）は、ヘキソースのデオキシ糖で、複数の抗生物質（エリスロマイシンなど）のマクロライド環に結合している。
比較的新しい抗生物質の一種であるケトライドでは、クラジノースがケト基に置き換えられている。

エリスロマイシンAの下部にクラジノースが見える。